# Aster filipes
Aster filipes là một loài thực vật có hoa trong họ Cúc. Loài này được J.Q.Fu mô tả khoa học đầu tiên năm 1983.